# Рамірено (Техас)
Рамірено (англ. Ramireno) — переписна місцевість (CDP) в США, в окрузі Сапата штату Техас. Населення — 6 осіб (2020).

## Географія
Рамірено розташоване за координатами 27°0′47″ пн. ш. 99°22′39″ зх. д. / 27.01306° пн. ш. 99.37750° зх. д. (27.012946, -99.377485).  За даними Бюро перепису населення США в 2010 році переписна місцевість мала площу 3,79 км², з яких 3,78 км² — суходіл та 0,01 км² — водойми.

## Демографія
Згідно з переписом 2010 року, у переписній місцевості мешкало 35 осіб у 15 домогосподарствах у складі 7 родин. Густота населення становила 9 осіб/км².  Було 29 помешкань (8/км²).
Расовий склад населення:
| - 74,3 % — білих - 25,7 % — осіб інших рас |

До двох чи більше рас належало 0,0 %. Частка іспаномовних становила 97,1 % від усіх жителів.
За віковим діапазоном населення розподілялося таким чином: 25,7 % — особи молодші 18 років, 57,2 % — особи у віці 18—64 років, 17,1 % — особи у віці 65 років та старші. Медіана віку мешканця становила 51,2 року. На 100 осіб жіночої статі у переписній місцевості припадало 169,2 чоловіків;  на 100 жінок у віці від 18 років та старших — 160,0 чоловіків також старших 18 років.
Цивільне працевлаштоване населення становило 30 осіб. Основні галузі зайнятості: освіта, охорона здоров'я та соціальна допомога — 53,3 %, будівництво — 46,7 %.